# Mount Jackson (szczyt w Montanie)
Mount Jackson – szczyt w USA, w stanie Montana (granica hrabstw Flathead i Glacier), położony w środkowej części Parku Narodowego Glacier, około 11 km na wschód od Lake McDonald. 
Jest to trzeci pod względem wysokości szczyt łańcucha Lewis Range oraz czwarty pod względem wysokości szczyt parku narodowego, leżący na wododziale kontynentalnym Ameryki.
Szczyt został oficjalnie nazwany „Mount Jackson” w 1891 roku przez George Bird Grinnell. Nazwał go na cześć Williama Jacksona, który między innymi był zwiadowcą armii USA podczas bitwy o Little Bighorn, a także wnukiem badacza Glacier National Park z połowy XIX wieku, Hugh Monroe. Jackson służył również w Royal Mounted Canadian Police.
W otoczeniu szczytu znajduje się kilka lodowców, z których największe to Agassis Glacier od południowego wschodu oraz Kintla Glacier od południowego - zachodu.